# Montsapey
Montsapey ist eine französische Gemeinde mit 83 Einwohnern (Stand: 1. Januar 2022) innerhalb des Arrondissements Saint-Jean-de-Maurienne im Département Savoie in der Region Auvergne-Rhône-Alpes. Die Gemeinde gehört zum Kanton Saint-Pierre-d’Albigny (bis 2015: Kanton Aiguebelle).

## Geographie
Montsapey liegt etwa 14 Kilometer südsüdwestlich von Albertville. Umgeben wird Montsapey von den Nachbargemeinden
- Bonvillard im Norden und Nordwesten,
- Saint-Paul-sur-Isère im Norden und Nordosten,
- Rognaix im Nordosten,
- Feissons-sur-Isère im Osten und Nordosten,
- Bonneval im Osten und Südosten,
- La Léchère im Südosten,
- Argentine im Süden und Südwesten,
- Val-d’Arc mit Aiguebelle und Randens im Westen,
- Bonvillaret im Nordwesten.

## Bevölkerungsentwicklung
| Jahr                       | 1962 | 1968 | 1975 | 1982 | 1990 | 1999 | 2006 | 2013 | 2021 |
| -------------------------- | ---- | ---- | ---- | ---- | ---- | ---- | ---- | ---- | ---- |
| Einwohner                  | 116  | 74   | 77   | 67   | 59   | 52   | 70   | 75   | 81   |
| Quellen: Cassini und INSEE |      |      |      |      |      |      |      |      |      |

## Sehenswürdigkeiten
- Kirche Saint-Barthélemy mit herausragenden Wandmalereien von 1866

## Weblinks

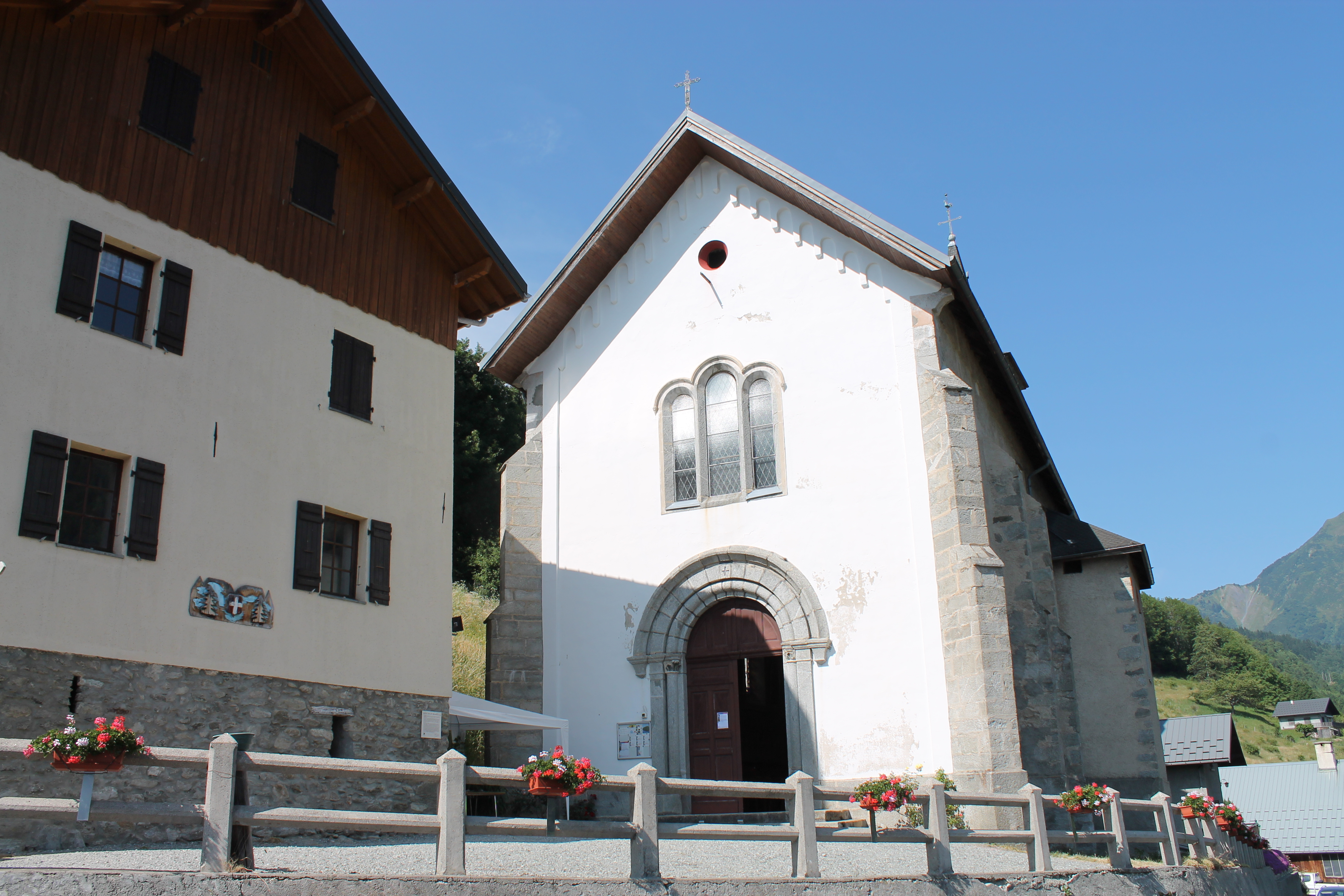
Kirche Saint-Barthélemy